# Бејвју (Северна Каролина)
Бејвју (енгл. Bayview) насељено је место без административног статуса у америчкој савезној држави Северна Каролина.

## Демографија
По попису из 2010. године број становника је 346.
| Група             | 2000.    | 2010.       |
| Белци             | 0 (0,0%) | 319 (92,2%) |
| Афроамериканци    | 0 (0,0%) | 21 (6,1%)   |
| Азијати           | 0 (0,0%) | 0 (0,0%)    |
| Хиспаноамериканци | 0 (0,0%) | 2 (0,6%)    |
| Укупно            | 0        | 346         |